# Diosma tenella
Diosma tenella är en vinruteväxtart som beskrevs av I. Williams. Diosma tenella ingår i släktet Diosma och familjen vinruteväxter. Inga underarter finns listade i Catalogue of Life.